# Tour solaire Solar Tres

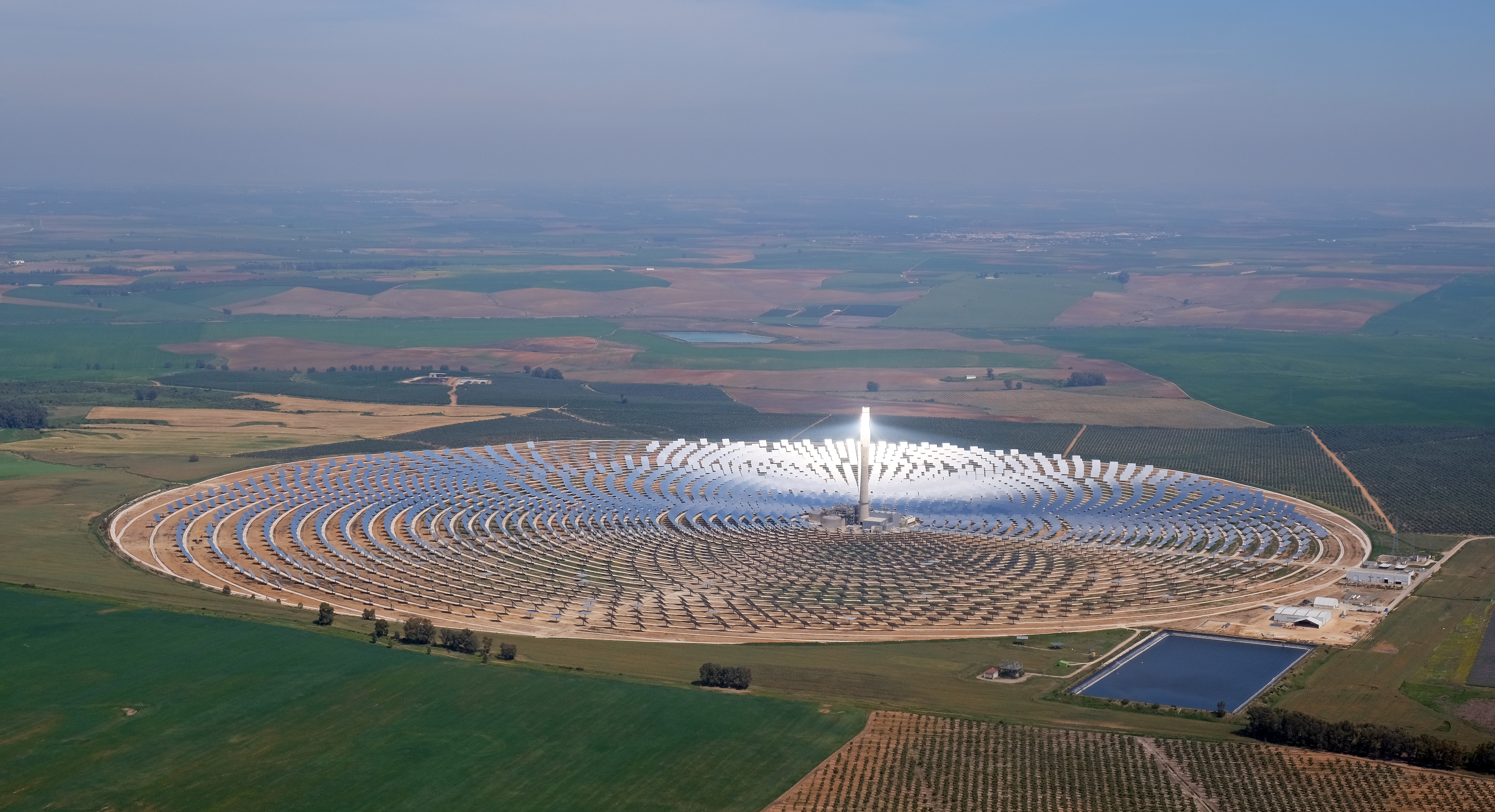
La centrale solaire, par jour ensoleillé

La centrale solaire à concentration Solar Tres, appelée aussi Gemasolar, est une centrale solaire d'une puissance de 19,9 MW électriques, située à l'ouest de la ville de Écija, en Andalousie (Espagne).

## Présentation
Solar Tres repose sur les concepts de tour solaire initiés lors des projets de démonstration Solar One (en) et Solar Two (en). Solar Tres utilise des sels fondus comme fluide calorifique, ce qui lui permet de stocker la chaleur accumulée pour produire aussi de l'énergie durant la nuit.
Le projet, qui a reçu une subvention de 5 millions d'euros de la Commission européenne, reprend la technologie testée par Solar Two (à Barstow, en Californie), en y apportant un certain nombre d'améliorations, parmi lesquelles (selon le constructeur) ,:
- Une centrale utilisant une surface d'héliostats environ trois fois plus grande, avec un rendement qui progresse sur l'année d'environ 6 %.
- 2 493 héliostats couvrant une surface totale de 298 000 m2, utilisent un verre avec une meilleure réflexivité et dont la conception simplifiée a permis de réduire les coûts de fabrications de 45 %.
- Un système de stockage d'énergie thermique plus important, d'une capacité de 8 500 tonnes[4] de sels fondus (nitrates) offrant une autonomie de 15 heures (environ 250 MWhe) en absence de soleil[1].
- Une meilleure conception des pompes, qui permettent de pomper directement les sels des réservoirs de stockage sans avoir besoin de puisard.
- Un système de génération de vapeur qui inclut un circuit de recirculation forcée de la vapeur.
- Une turbine à vapeur à plus forte pression, plus efficace.
- Un circuit de circulation des sels fondus simplifié qui divise par deux le nombre nécessaire de valves.

La centrale (tour et héliostats) couvre une surface totale au sol de 190 hectares. Sa localisation lui permet de bénéficier d'un ensoleillement généreux (2 060 kWh/m2/an).
Grâce à sa turbine un peu plus grande que celle de Solar Two, son champ d'héliostat et son système de stockage thermique, la centrale peut fonctionner 24 heures sur 24 en été. Hybridée avec une centrale à gaz, elle peut atteindre un facteur de capacité annuel très élevé (60 à 80 %).
Cette centrale a été inaugurée par le roi Juan Carlos le 4 octobre 2011.